# ロビー・ハリス
ロビー・H.・ハリス（英語: Robie H. Harris、1940年4月3日 - 2024年1月6日）は、アメリカ合衆国の児童書作家である。ニューヨーク州バッファロー生まれ、ウィートン大学、バンクストリート教育大学卒業。ハリスは、アメリカ図書館協会が毎年公表している「最も批判を受けた図書トップテン (Top 10 Most Challenged Books Lists)」に入選した『イッツ・パーフェクトリー・ノーマル』や『イッツ・ソー・アマイジング』をはじめとする性教育を主題とする児童書の作者として知られている。いとこに児童書作家のエリザベス・レビーがいる。
2024年1月6日にニューヨークで死去。83歳没。

## 主要な著書
前述の通り、性教育に関する児童書で特に知られているが、性教育と無縁の本も数多く執筆している。
- It's Perfectly Normal: Changing Bodies, Growing Up, Sex, and Sexual Health（1994年） - 10代を対象とした、体の変化や成長、性や性の健康を取り扱っている[5]。「性を書きすぎている」「主題が対象年齢にあわない」などとして、2003年・2005年・2007年・2014年の4回、その年の「最も批判を受けた図書トップテン」に選ばれた[6]。
- It’s So Amazing: a Book about Eggs, Sperm, Birth, Babies, and Families（1999年） - 7歳以上の子どもの性の健康に関する疑問に答えるための本[7]。「2005年の最も批判を受けた図書トップテン」に選ばれた[6]。
- It's not the stork!: a book about girls, boys, babies, bodies, families, and friends（2006年） - 『コウノトリがはこんだんじゃないよ!: おんなのこ、おとこのこ、あかちゃん、からだ、かぞく、ともだちのこと』（上田勢子訳、2020年）のタイトルで子どもの未来社から日本語版が出ている。赤ちゃんや自分、人の体の違いなどに関する4歳児の素朴な疑問に答えるための本[8]。
- Goodbye Mousie（2001年） - 『さよなら、ねずみちゃん』（遠藤智子訳、2015年）のタイトルで誠信書房から日本語版が出ている。ペットの死を取り扱っている。